# Huangshan

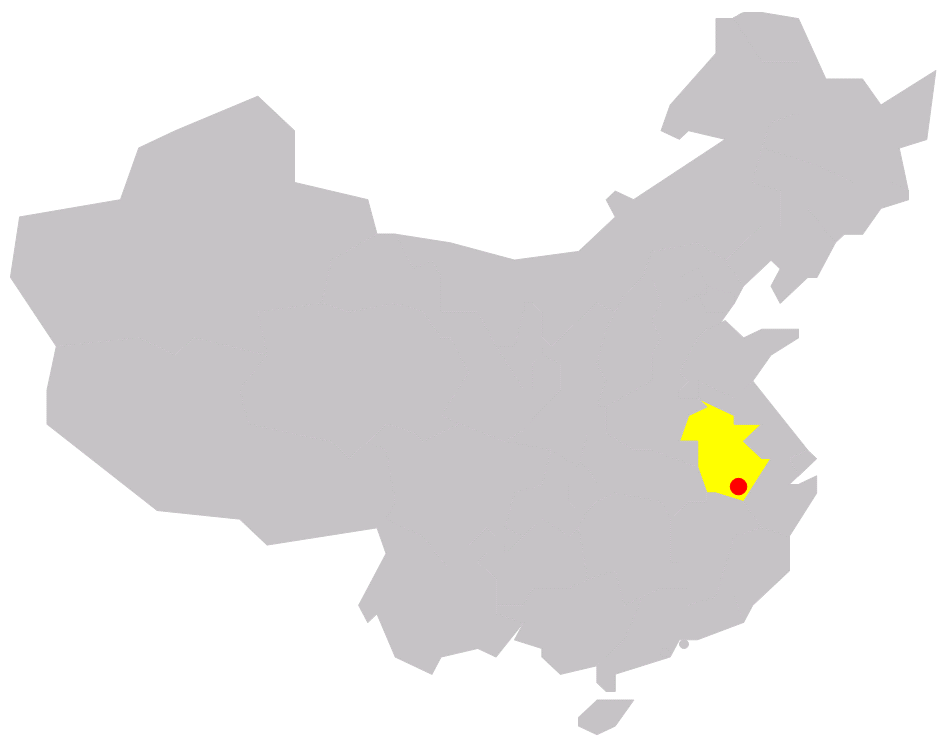
La posizione geografica dei monti all'interno della Cina

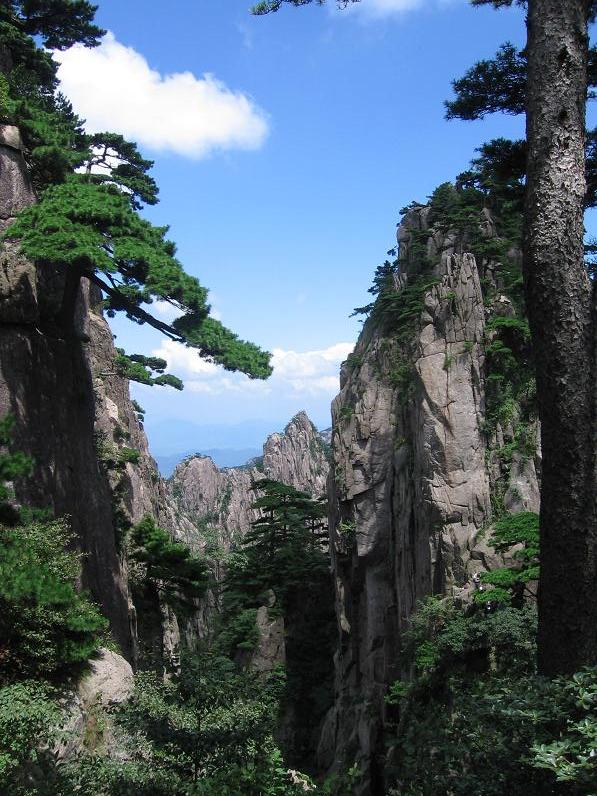
La catena montuosa chiamata Huangshan

I Monti Huangshan (in cinese:黄山, Huáng Shān, che letteralmente significa "Montagna Gialla") sono una catena montuosa che si trova nella provincia dell'Anhui, nella Cina orientale. L'area è famosa per le sue bellezze paesaggistiche: vi si trovano infatti picchi granitici, i pini dello Huangshan (alberi tipici della regione dalle forme modellate dalle intemperie) e vi si possono inoltre ammirare le formazioni nuvolose dall'alto. Questi monti sono spesso stati usati come sfondo per dipinti e storie nella letteratura cinese. Nel 1990 sono stati inseriti nell'elenco dei Patrimoni dell'umanità dell'UNESCO.
Delle numerose vette della catena montuosa, 77 superano i 1.000 metri d'altezza. I picchi più alti sono il Lian Hua Feng (1.864 metri), il Guang Ming Ding (1.840 metri) e il Tian Du Feng (1.829 metri). L'area Patrimonio dell'umanità si estende su una superficie di 154 chilometri quadrati, all'esterno della quale si trova una zona cuscinetto di altri 142 chilometri quadrati.
I monti si formarono circa 100 milioni di anni fa, nel Mesozoico, quando un antico mare scomparve a causa del sollevamento terrestre. Più tardi, durante il Quaternario, il paesaggio venne modellato dai ghiacciai.
A partire dall'epoca della Dinastia Qin la catena montuosa fu conosciuta col nome di Yi Shan; il nome attuale entrò in uso dopo che il poeta Li Bai lo utilizzò in uno dei suoi componimenti nel 747.
La vegetazione presente nell'area varia a seconda dell'altitudine: al di sotto dei 1.100 metri si trova la foresta equatoriale, fra i 1.100 e i 1.800 metri si trova la foresta temperata a latifoglie decidue, oltre i 1.800 metri non crescono più alberi e si trovano solo praterie di tipo alpino. Qui sono presenti un terzo di tutte le specie cinesi di briofite e oltre la metà di tutte le felci.
Poiché le vette dei monti si trovano spesso al di sopra delle nuvole, si possono ammirare interessanti fenomeni ottici: il cosiddetto "mare di nuvole" (in cinese 云海, Yúnhǎi) e la "luce di Buddha" (in cinese 佛光, Fóguāng), che attraggono numerosi turisti. In media, la "luce di Buddha" è visibile solo un paio di volte al mese.
Nell'area della catena montuosa si trovano anche alcune fonti termali, con acqua che sgorga a 45°C tutto l'anno, e numerose sorgenti d'acqua dolce.

## Curiosità
- Queste montagne sono state d'ispirazione per la creazione del mondo di Pandora, l'ambientazione immaginaria del film Avatar[1].

## Galleria d'immagini

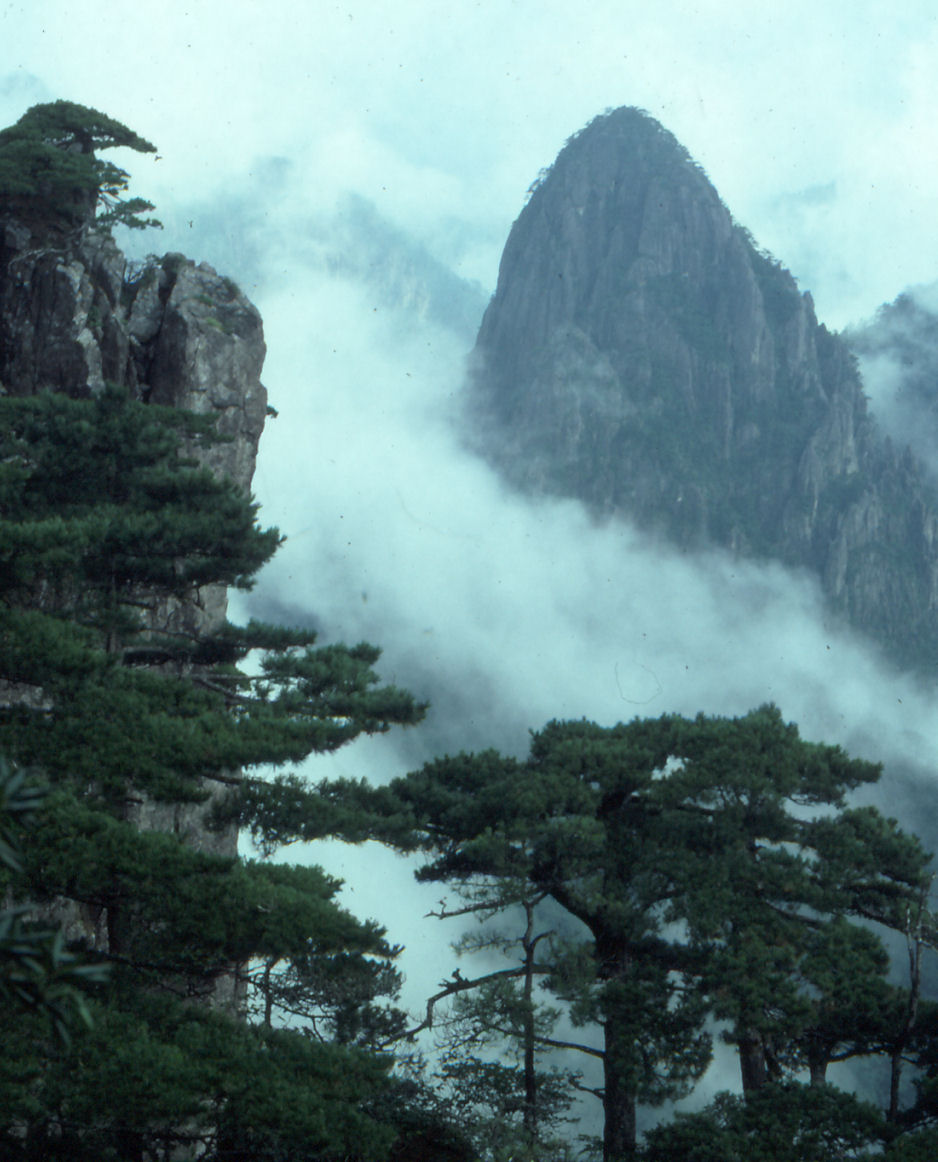
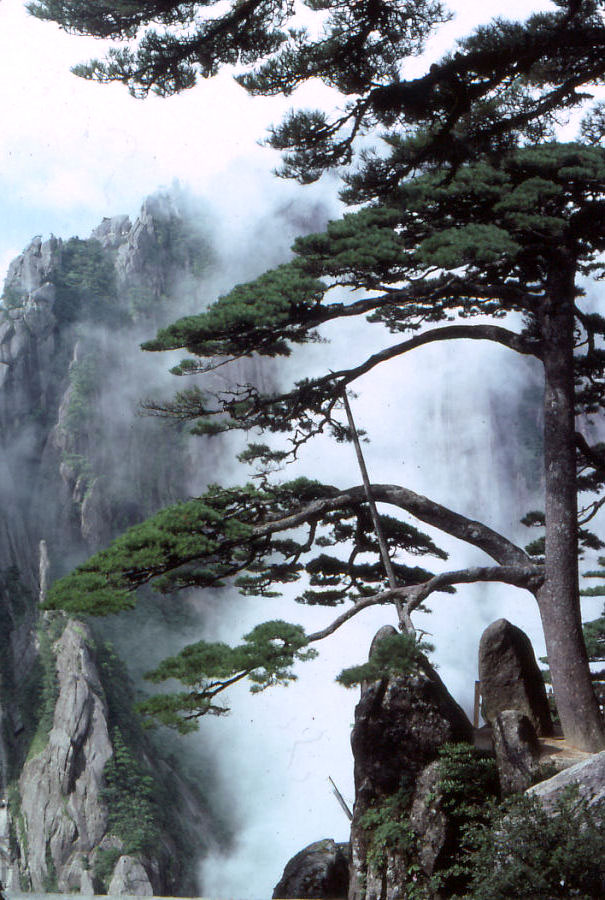
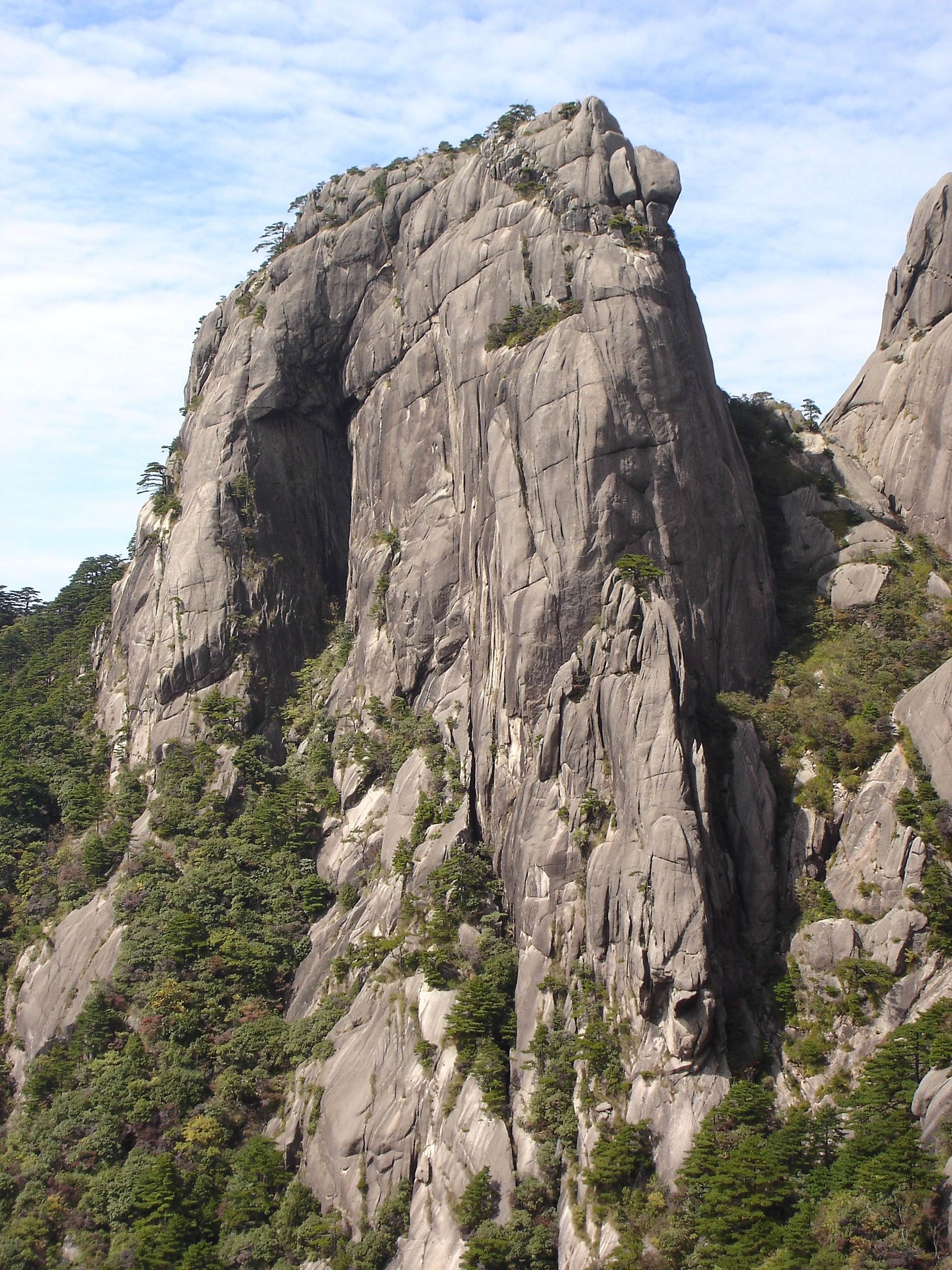
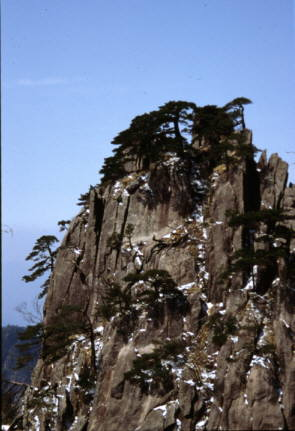
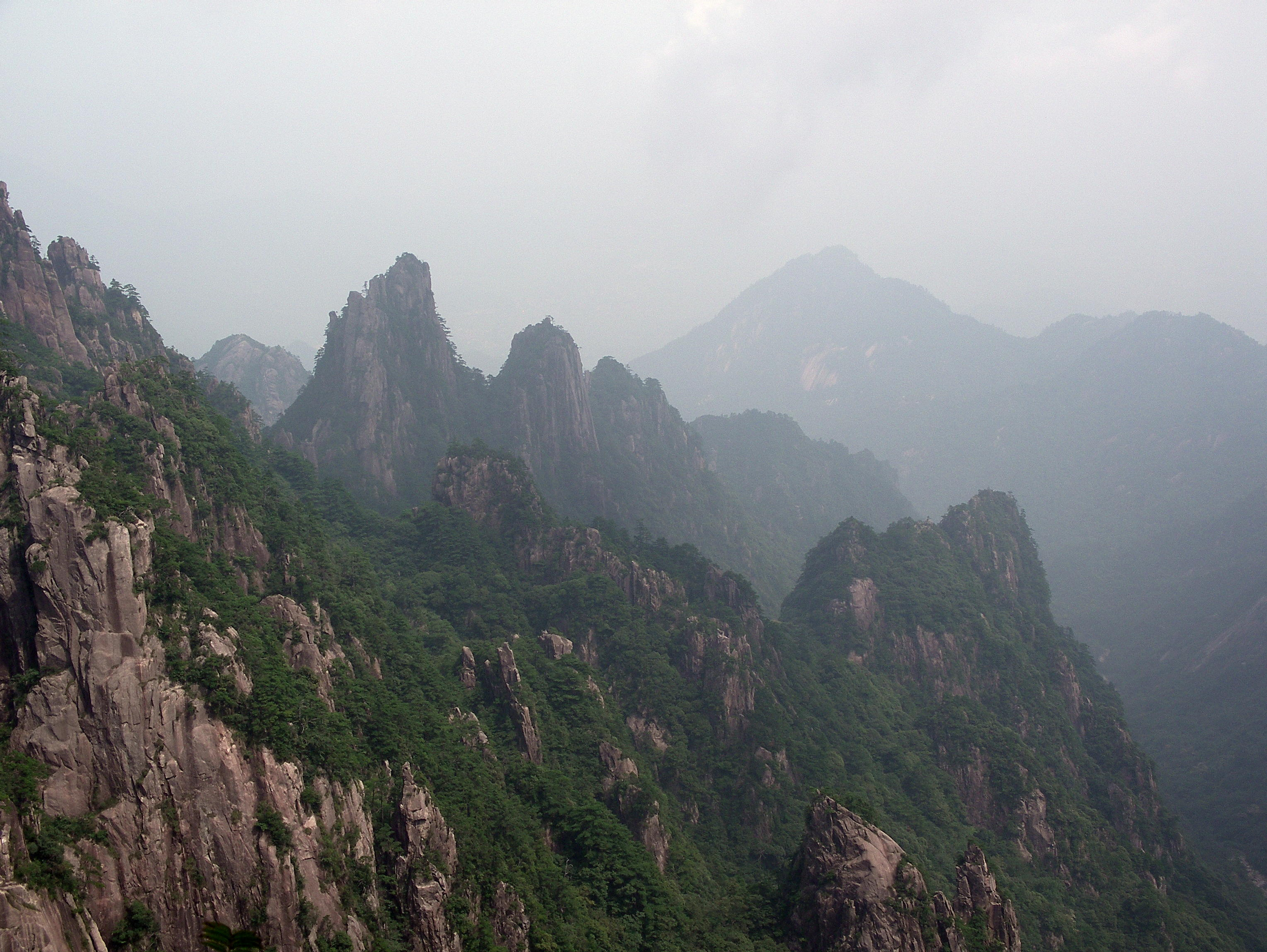
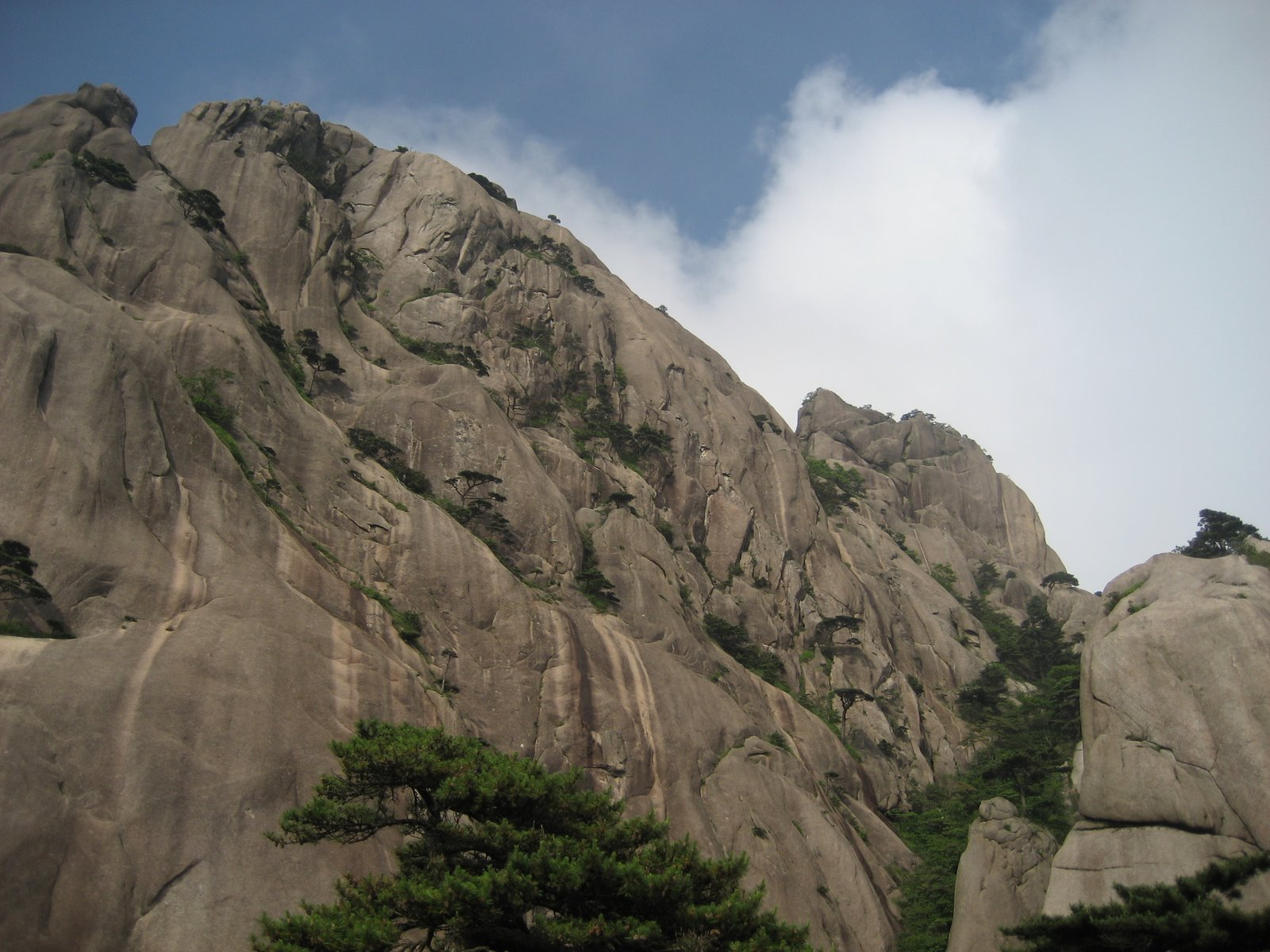
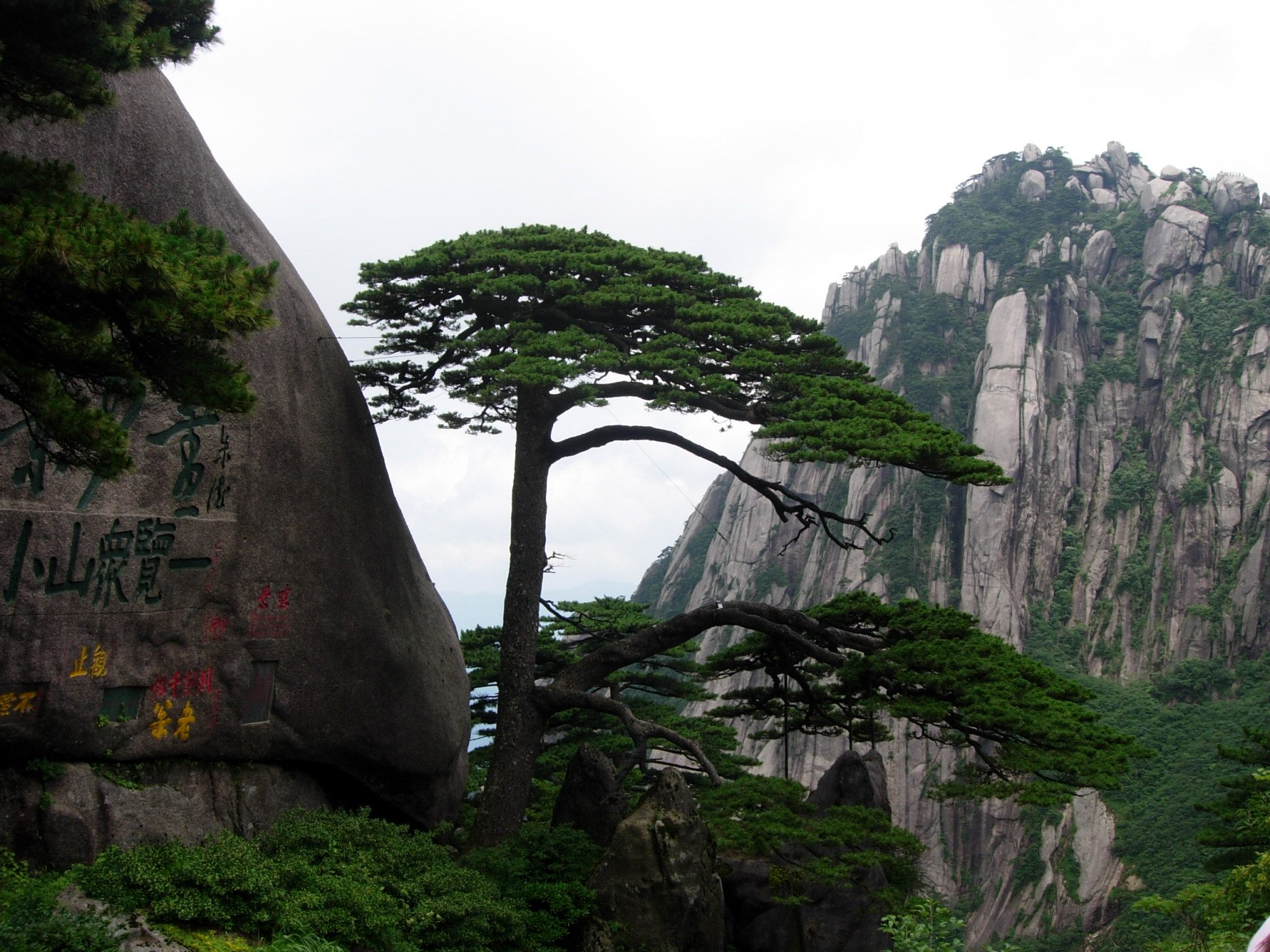
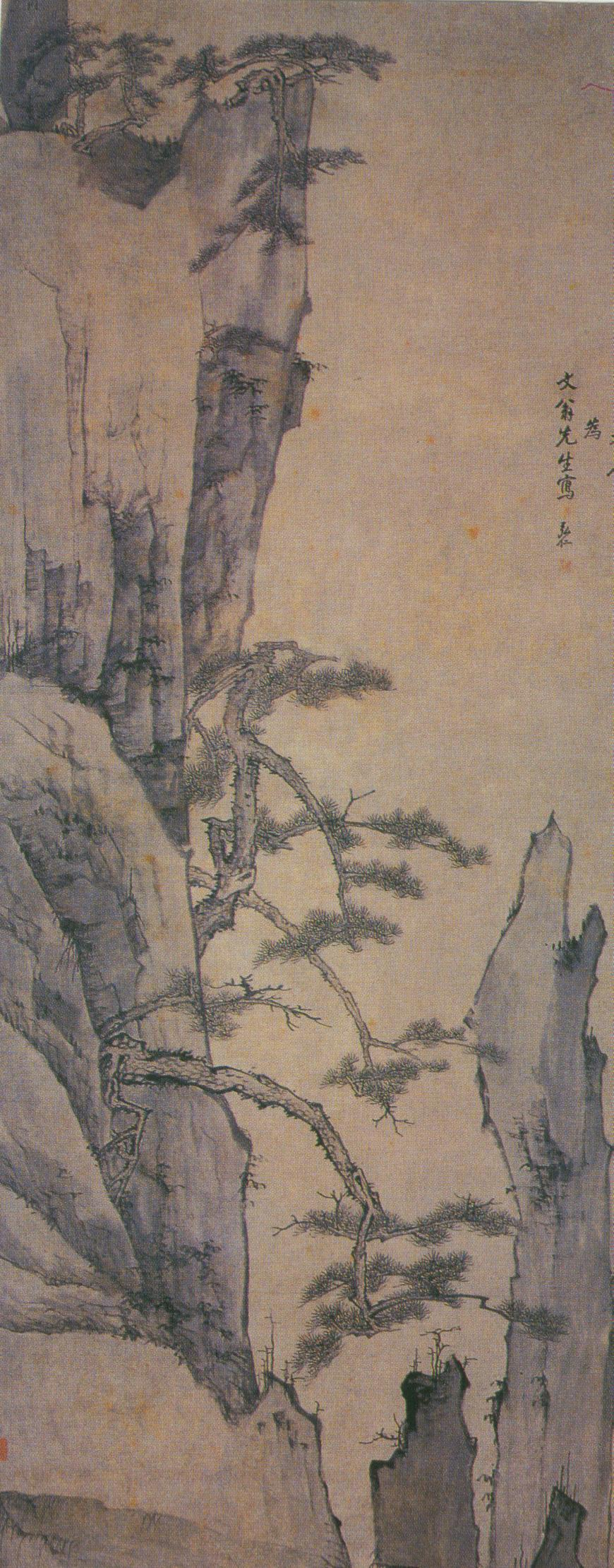